# Tour der neuseeländischen Rugby-Union-Nationalmannschaft nach Südafrika 1996
| Tour der All Blacks nach Südafrika 1996 | Tour der All Blacks nach Südafrika 1996 | Tour der All Blacks nach Südafrika 1996 | Tour der All Blacks nach Südafrika 1996 | Tour der All Blacks nach Südafrika 1996 |
| Übersicht                               | S                                       | G                                       | U                                       | N                                       |
| --------------------------------------- | --------------------------------------- | --------------------------------------- | --------------------------------------- | --------------------------------------- |
| Test Matches                            | 3                                       | 2                                       | 0                                       | 1                                       |
| Sonstige Spiele                         | 4                                       | 3                                       | 1                                       | 0                                       |
| Gesamt                                  | 7                                       | 5                                       | 1                                       | 1                                       |
|                                         |                                         |                                         |                                         |                                         |
| Südafrika                               | 3                                       | 2                                       | 0                                       | 1                                       |

Die Tour der neuseeländischen Rugby-Union-Nationalmannschaft nach Südafrika 1996 umfasste eine Reihe von Freundschaftsspielen der All Blacks, der Nationalmannschaft Neuseelands in der Sportart Rugby Union. Das Team reiste im August 1996 durch Südafrika und bestritt sieben Spiele. Dazu gehörten drei Test Matches gegen die Springboks. Die All Blacks gewannen zwei der drei Test Matches und entschieden somit erstmals überhaupt eine Auswärts-Serie in Südafrika für sich. In den weiteren Partien mussten sie ein Unentschieden hinnehmen.

## Spielplan
- Hintergrundfarbe grün = Sieg
- Hintergrundfarbe gelb = Unentschieden
- Hintergrundfarbe rot = Niederlage

(Test Matches sind grau unterlegt; Ergebnisse aus der Sicht Neuseelands)
| # | Datum           | Gegner               | Ort            | Stadion                 | Ergebnis |
| - | --------------- | -------------------- | -------------- | ----------------------- | -------- |
| 1 | 06. August 1996 | Boland Invitation XV | Worcester      | Esselenpark             | 32:21    |
| 2 | 13. August 1996 | Eastern Province     | Port Elizabeth | Boet Erasmus Stadium    | 31:23    |
| 3 | 17. August 1996 | Südafrika            | Durban         | Kings Park Stadium      | 23:19    |
| 4 | 20. August 1996 | Western Transvaal    | Potchefstroom  | Olën Park               | 31:0     |
| 5 | 24. August 1996 | Südafrika            | Pretoria       | Loftus Versfeld Stadium | 33:26    |
| 6 | 27. August 1996 | Griqualand West      | Kimberley      | Hoffe Park              | 18:18    |
| 7 | 31. August 1996 | Südafrika            | Johannesburg   | Ellis Park Stadium      | 22:32    |

## Test Matches
| 17. August 1996 17:00 SAST | Südafrika                                                              | 19 : 23        | Neuseeland                                                                          | Kings Park Stadium, Durban Zuschauer: 52.000 Schiedsrichter: Patrick Thomas (Frankreich) |
| 17. August 1996 17:00 SAST | Versuche: van Schalkwyk Erhöhungen: Stransky Straftritte: Stransky (4) | (9:15) Bericht | Versuche: Z. Brooke Cullen Jeff Wilson Erhöhungen: Culhane Straftritte: Culhane (2) | Kings Park Stadium, Durban Zuschauer: 52.000 Schiedsrichter: Patrick Thomas (Frankreich) |

Aufstellungen:
- Südafrika: Mark Andrews, Os du Randt, Pieter Hendriks, Marius Hurter, André Joubert, Ruben Kruger, Johan Roux, André Snyman, Joel Stransky, Hannes Strydom, Justin Swart, Gary Teichmann , Henry Tromp, Danie van Schalkwyk, André Venter 
 Auswechselspieler: Vlok Cilliers, Joost van der Westhuizen, Kobus Wiese
- Neuseeland: Robin Brooke, Zinzan Brooke, Olo Brown, Frank Bunce, Simon Culhane, Christian Cullen, Craig Dowd, Sean Fitzpatrick , Ian Jones, Michael Jones, Josh Kronfeld, Walter Little, Justin Marshall, Glen Osborne, Jeff Wilson

| 24. August 1996 17:00 SAST | Südafrika                                                                                  | 26 : 33         | Neuseeland | Loftus Versfeld Stadium, Pretoria Zuschauer: 51.000 Schiedsrichter: Didier Mené (Frankreich) |
| 24. August 1996 17:00 SAST | Versuche: Kruger Strydom van der Westhuizen Erhöhungen: Stransky Straftritte: Stransky (3) | (11:21) Bericht | Versuche: Z. Brooke Jeff Wilson (2) Erhöhungen: Culhane (3) Straftritte: Culhane Preston (2) Dropgoals: Z. Brooke | Loftus Versfeld Stadium, Pretoria Zuschauer: 51.000 Schiedsrichter: Didier Mené (Frankreich) |

Aufstellungen:
- Südafrika: Mark Andrews, Os du Randt, Pieter Hendriks, Marius Hurter, André Joubert, Ruben Kruger, André Snyman, Joel Stransky, Hannes Strydom, Justin Swart, Gary Teichmann , Henry Tromp, Joost van der Westhuizen, Danie van Schalkwyk, André Venter 
 Auswechselspieler: James Dalton, Wayne Fyvie, Kobus Wiese
- Neuseeland: Robin Brooke, Zinzan Brooke, Olo Brown, Frank Bunce, Simon Culhane, Christian Cullen, Craig Dowd, Sean Fitzpatrick , Ian Jones, Michael Jones, Josh Kronfeld, Walter Little, Justin Marshall, Glen Osborne, Jeff Wilson 
 Auswechselspieler: Andrew Blowers, Blair Larsen, Jon Preston

| 31. August 1996 17:00 SAST | Südafrika                                                                                           | 32 : 22        | Neuseeland                                                                           | Ellis Park Stadium, Johannesburg Zuschauer: 63.000 Schiedsrichter: Derek Bevan (Wales) |
| 31. August 1996 17:00 SAST | Versuche: Joubert van der Westhuizen (2) Erhöhungen: Honiball Straftritte: Honiball (2) Joubert (3) | (16:8) Bericht | Versuche: Fitzpatrick Little Marshall Erhöhungen: Mehrtens (2) Straftritte: Mehrtens | Ellis Park Stadium, Johannesburg Zuschauer: 63.000 Schiedsrichter: Derek Bevan (Wales) |

Aufstellungen:
- Südafrika: Mark Andrews, James Dalton, Pieter Hendriks, Henry Honiball, Marius Hurter, André Joubert, Ruben Kruger, Japie Mulder, Justin Swart, Gary Teichmann , Dawie Theron, Joost van der Westhuizen, Danie van Schalkwyk, André Venter, Kobus Wiese 
 Auswechselspieler: Wayne Fyvie, Garry Pagel, Joel Stransky, Fritz van Heerden
- Neuseeland: Robin Brooke, Zinzan Brooke, Olo Brown, Frank Bunce, Christian Cullen, Craig Dowd, Sean Fitzpatrick , Ian Jones, Michael Jones, Josh Kronfeld, Walter Little, Justin Marshall, Andrew Mehrtens, Glen Osborne, Jeff Wilson 
 Auswechselspieler: Alama Ieremia, Glenn Taylor